# شدووا
شدووا (به لاتین: Šeduva) در لیتوانی با جمعیت ۳٬۲۷۰ نفر است که در اوکشتایتیا واقع شده‌است.